# Kapurthala (Stadt)
Kapurthala (Panjabi: ਕਪੂਰਥਲਾ) ist eine Stadt im nordwestindischen Bundesstaat Punjab.
Kapurthala ist die Hauptstadt des gleichnamigen Distrikts.
Beim Zensus 2011 hatte Kapurthala knapp 99.000 Einwohner.
Die Stadt liegt 18 km westlich von Jalandhar.
Die Stadt liegt außerdem an der Eisenbahnlinie von Jalandhar nach Firozpur.
Kapurthala war die Hauptstadt des von 1772 bis 1948 existierenden gleichnamigen Fürstenstaates.

## Söhne und Töchter der Stadt
- Sheila Dikshit (1938–2019), Politikerin der Kongresspartei
- Arun Singh (* 1944), Politiker des Nationalkongresses
- Rajvinder Singh (1956–2021), deutschsprachiger Autor und Synchronsprecher

#### Kapurthala Sainik School

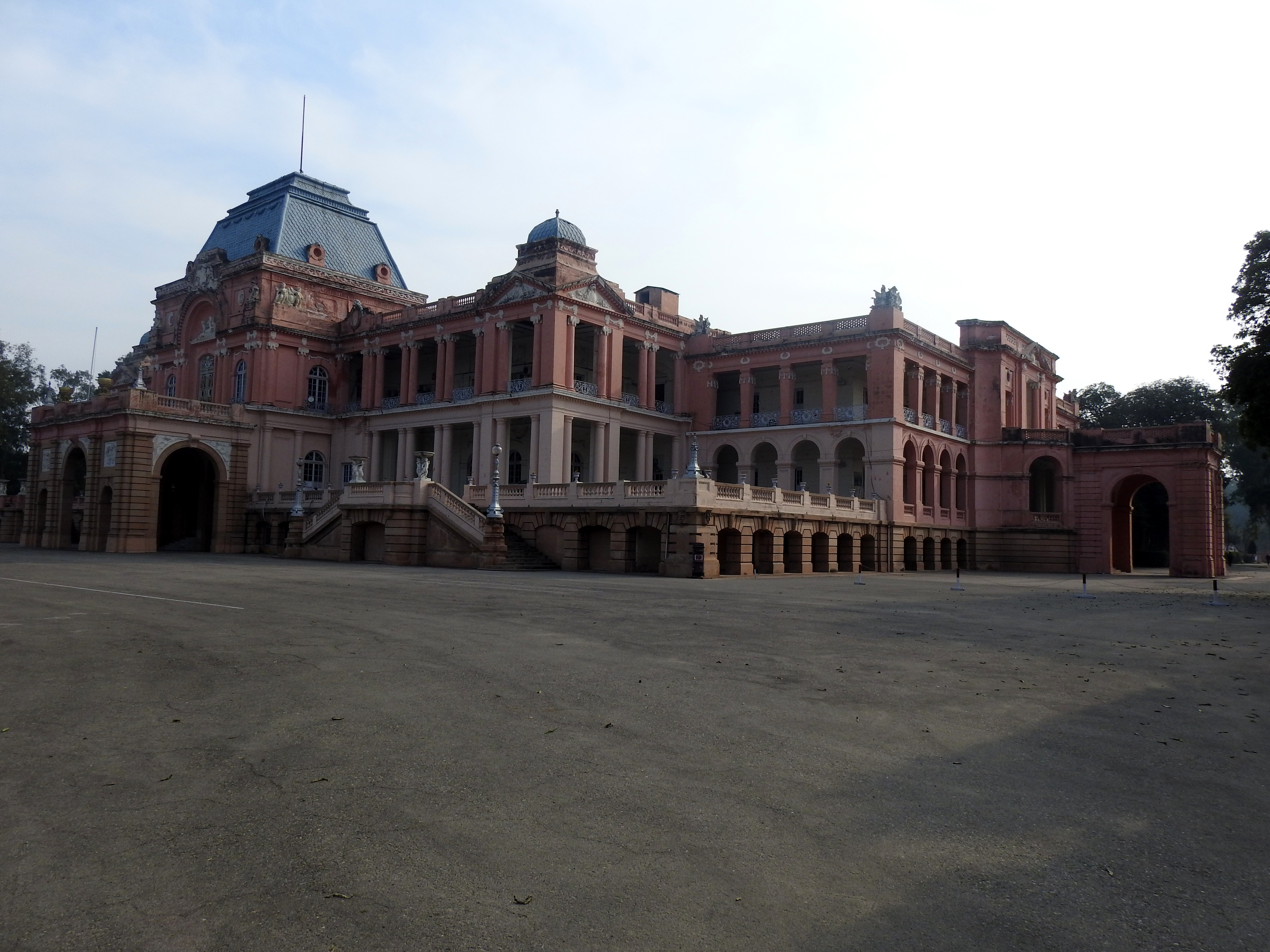
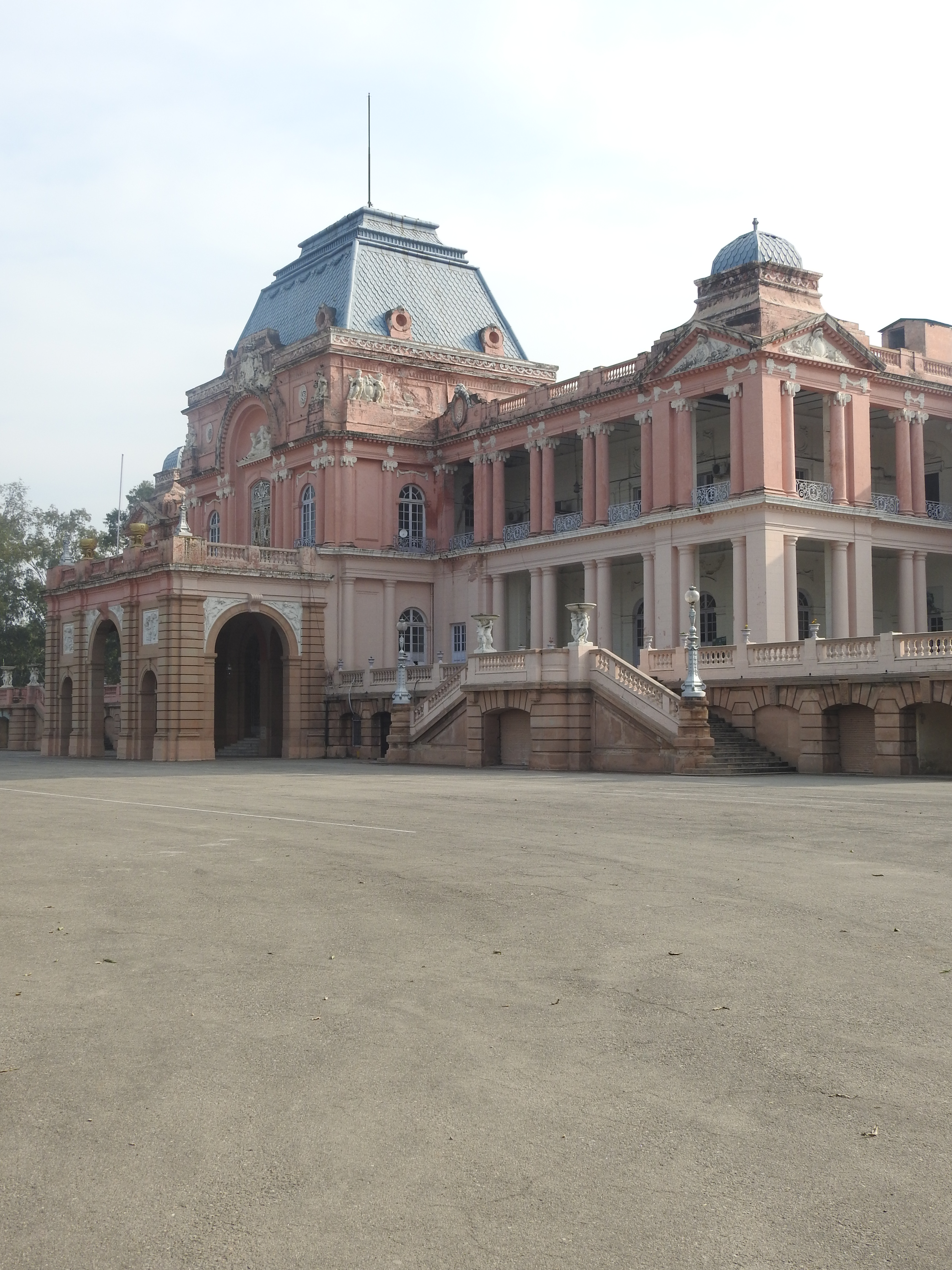
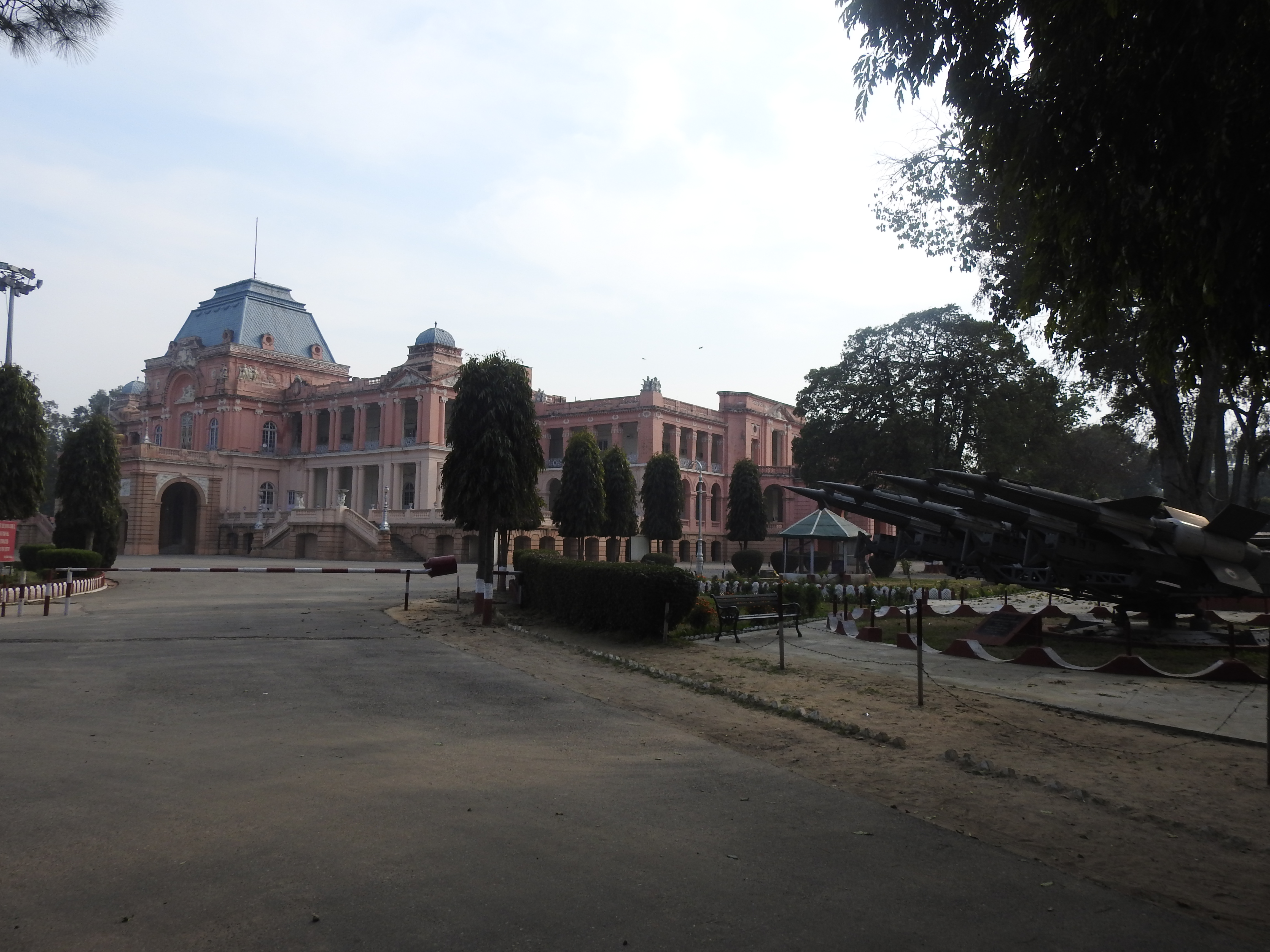
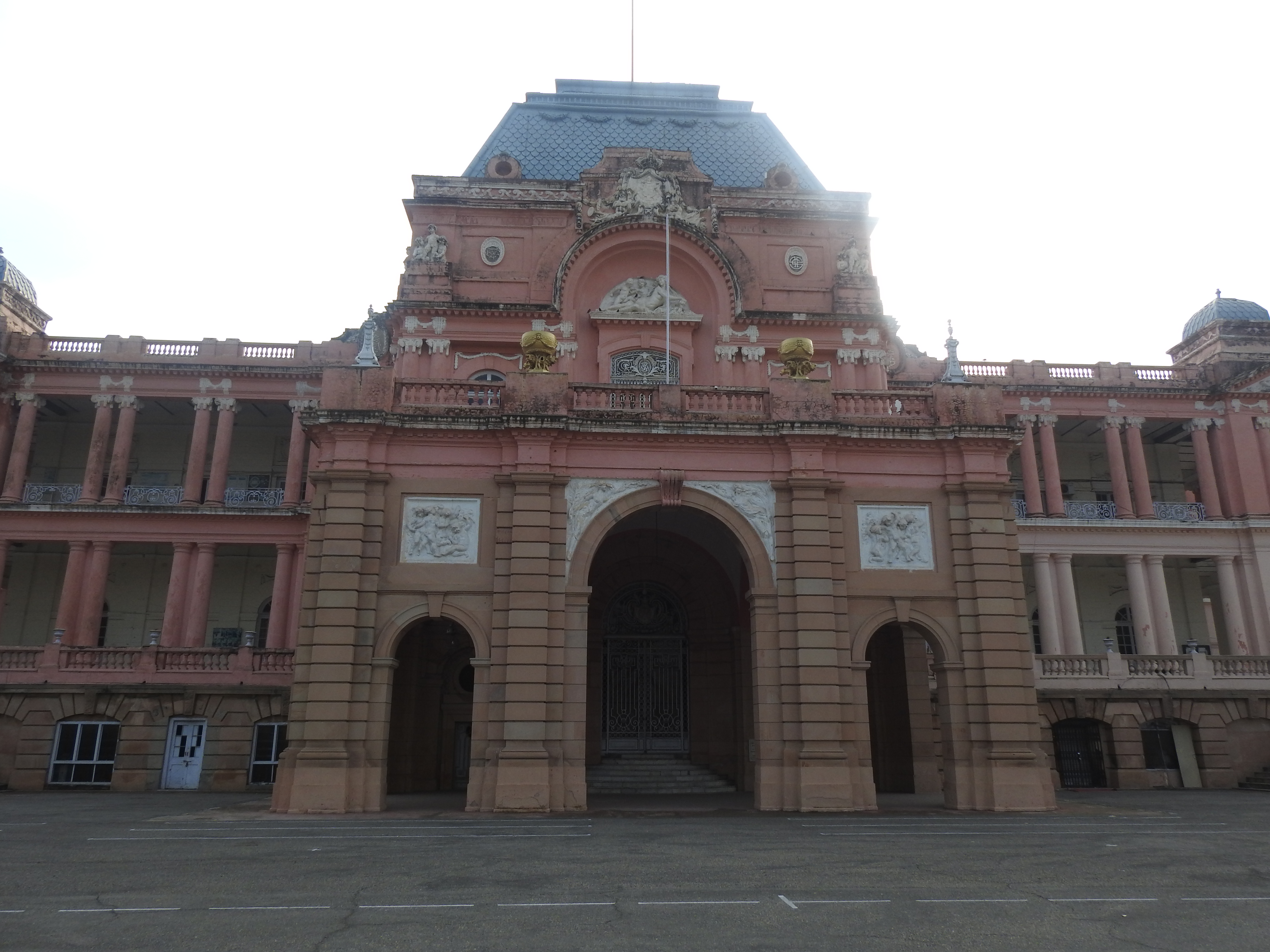
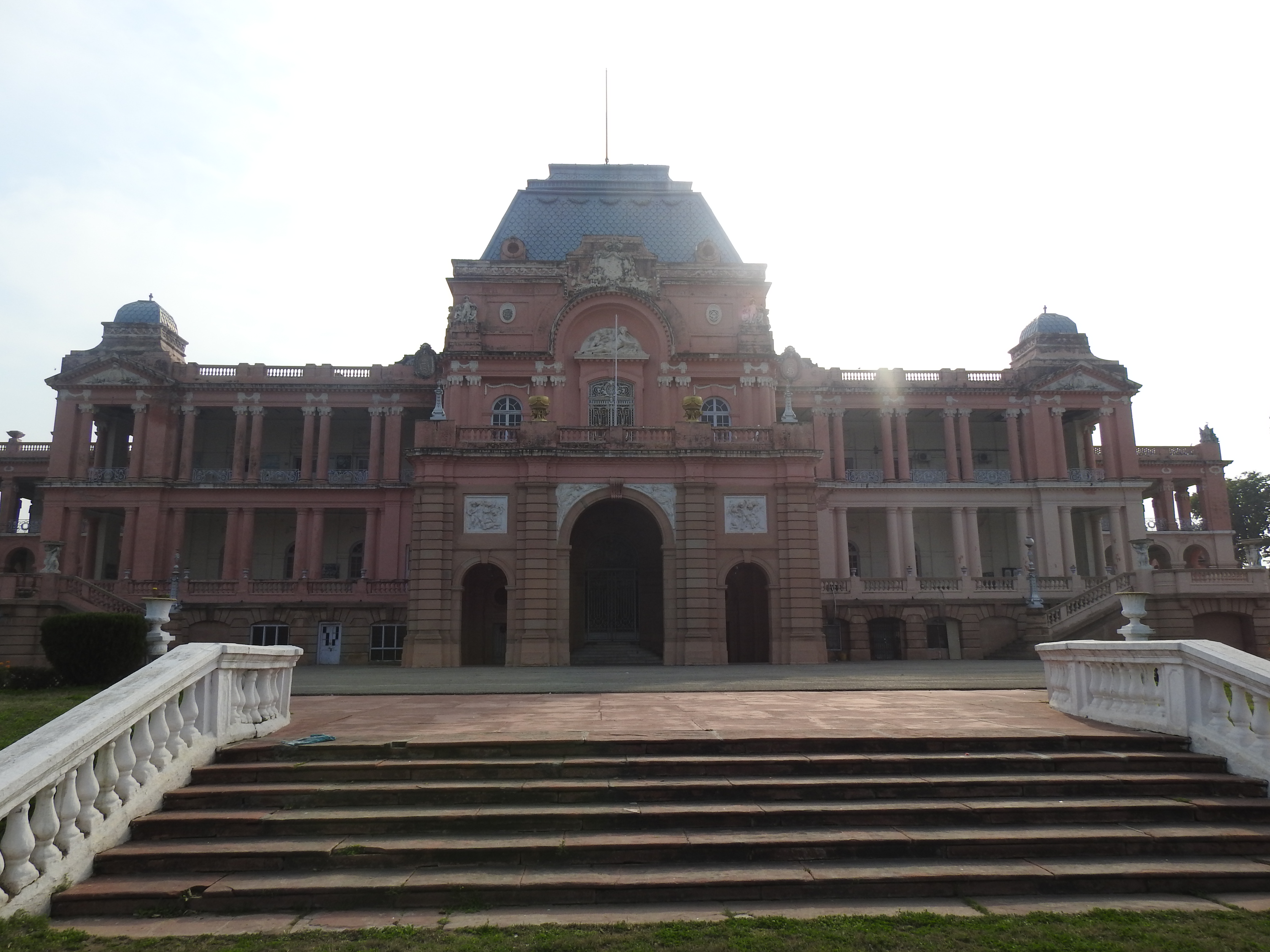
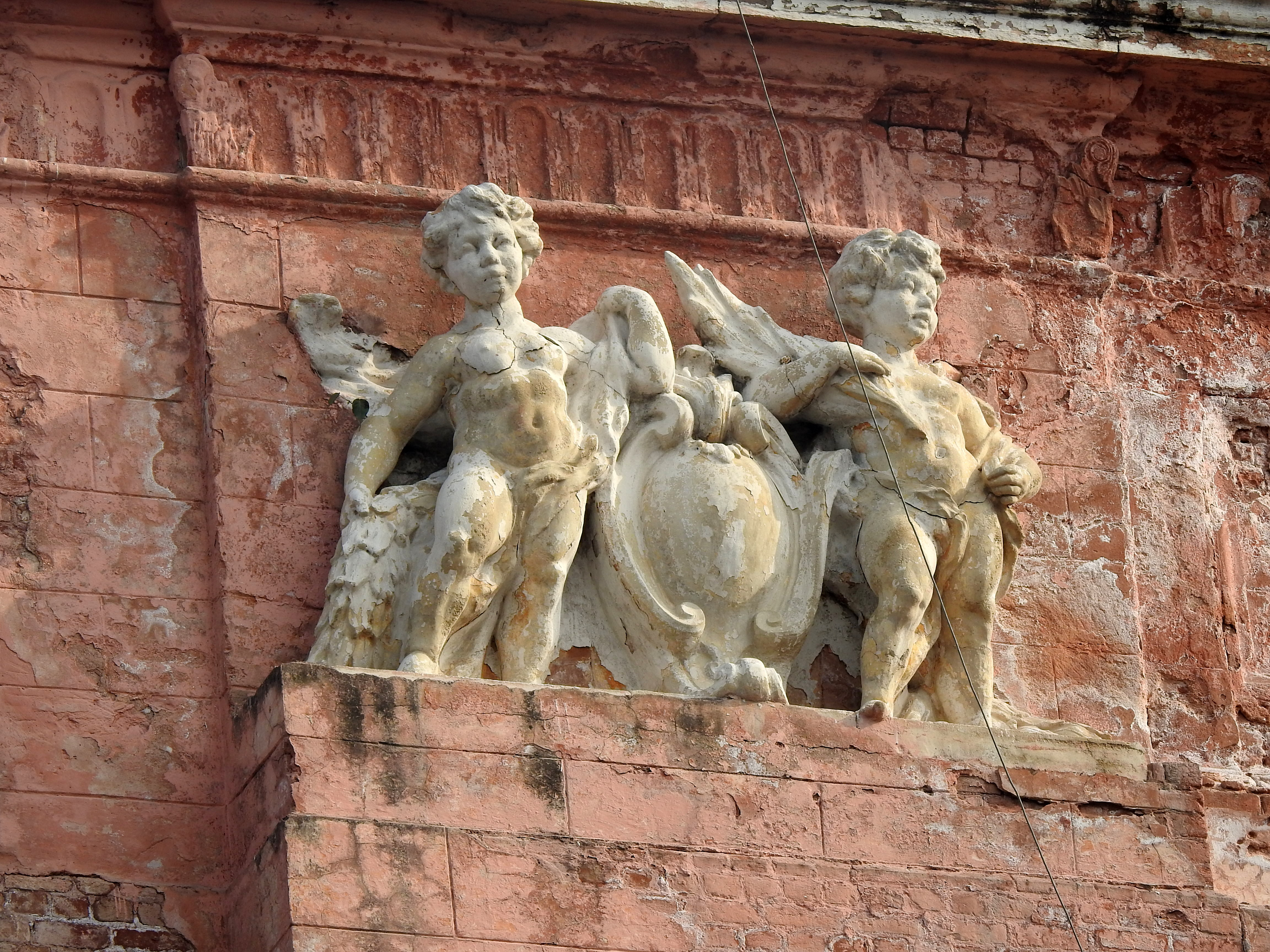

#### Guest house building of Kapurthala

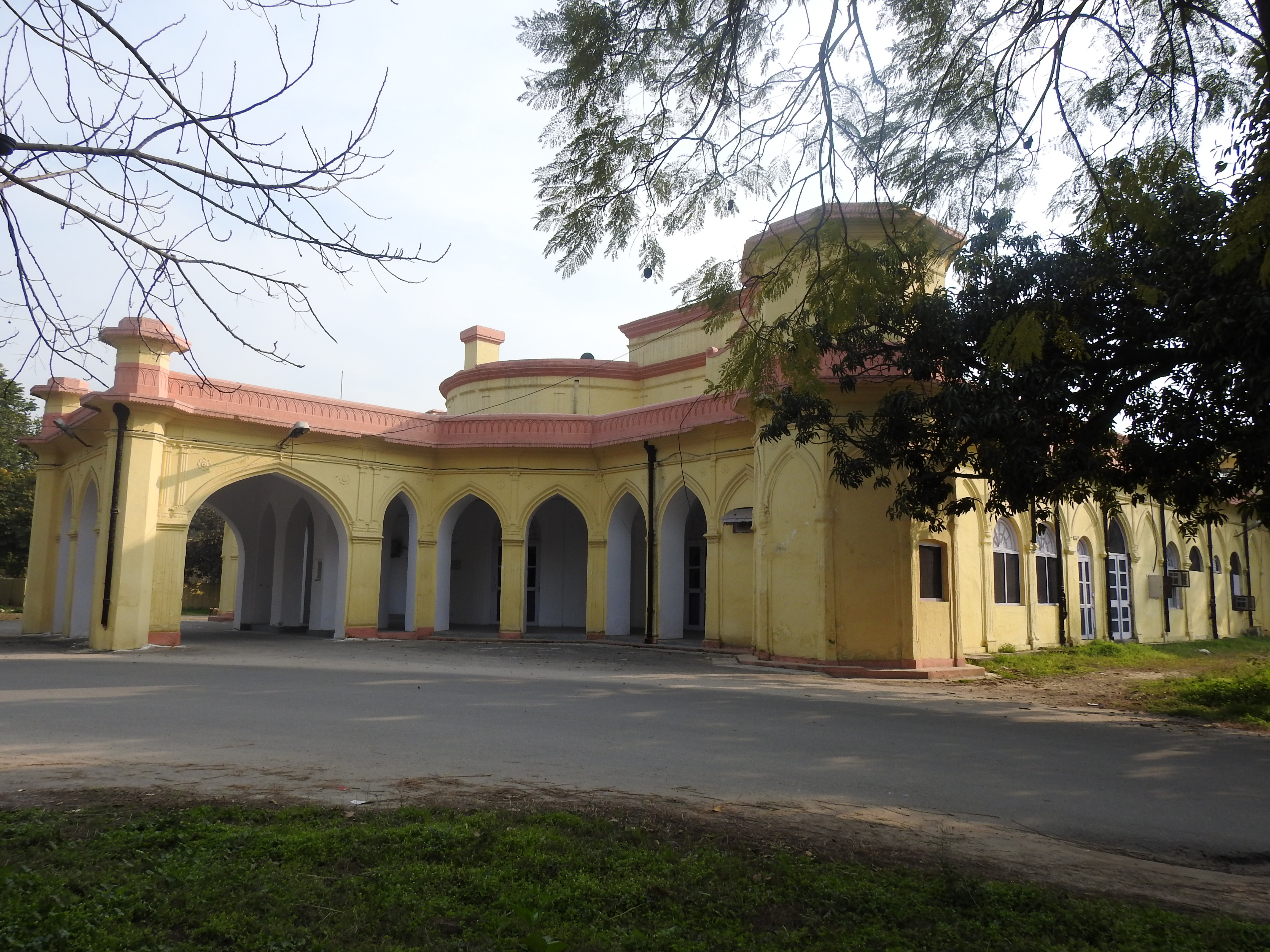
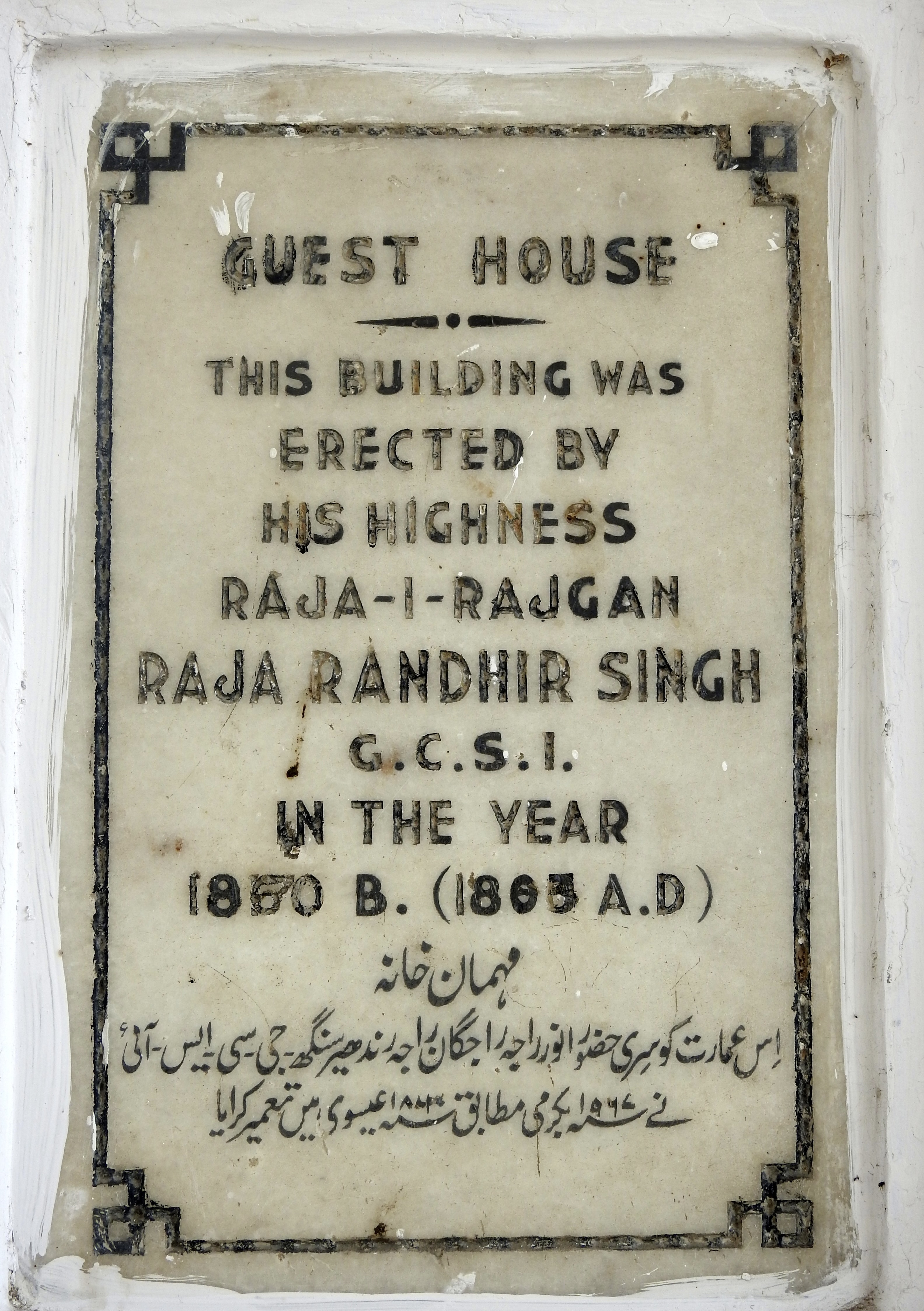

#### Nawab Jassa Singh Ahluwalia Government College

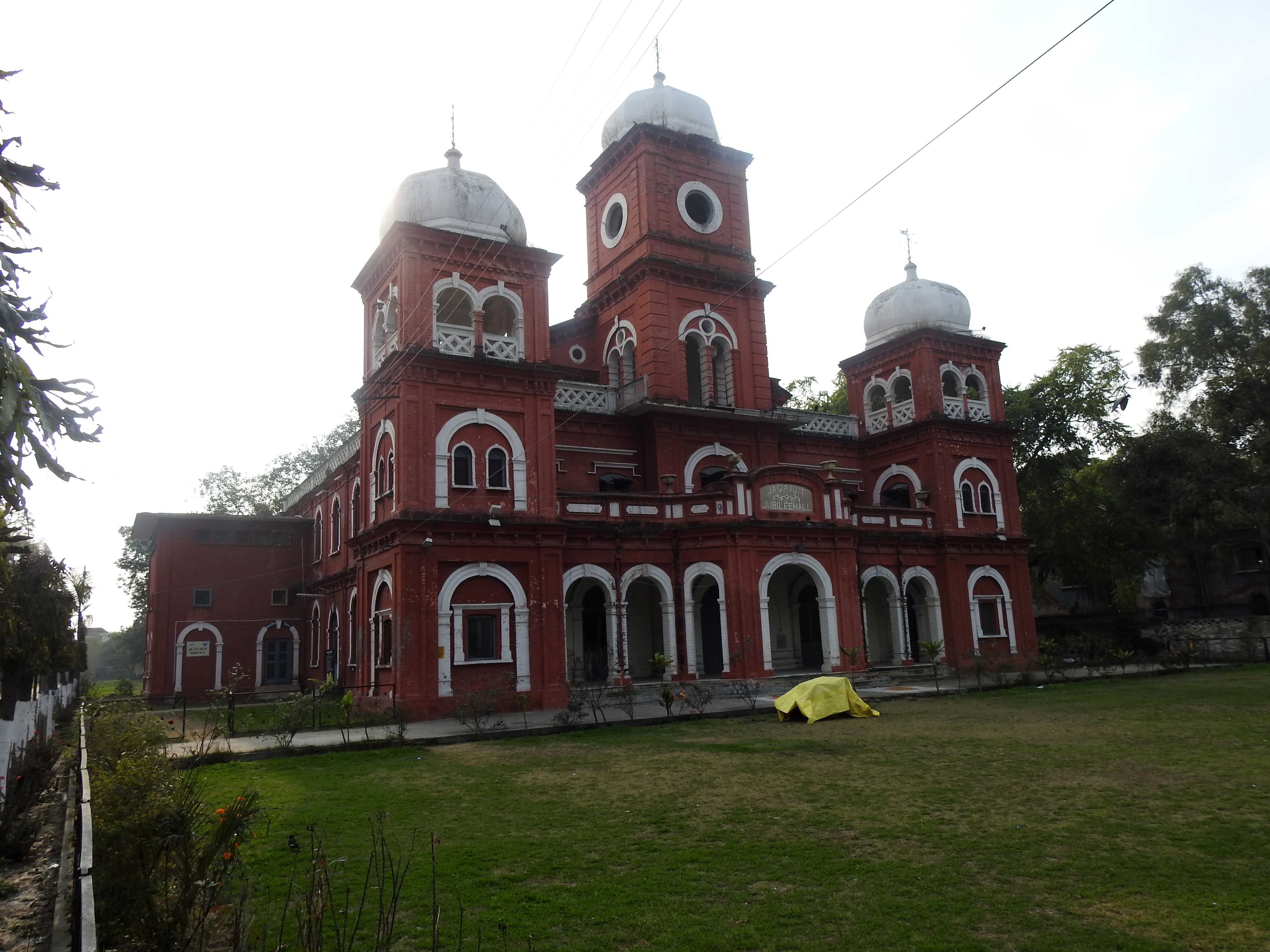
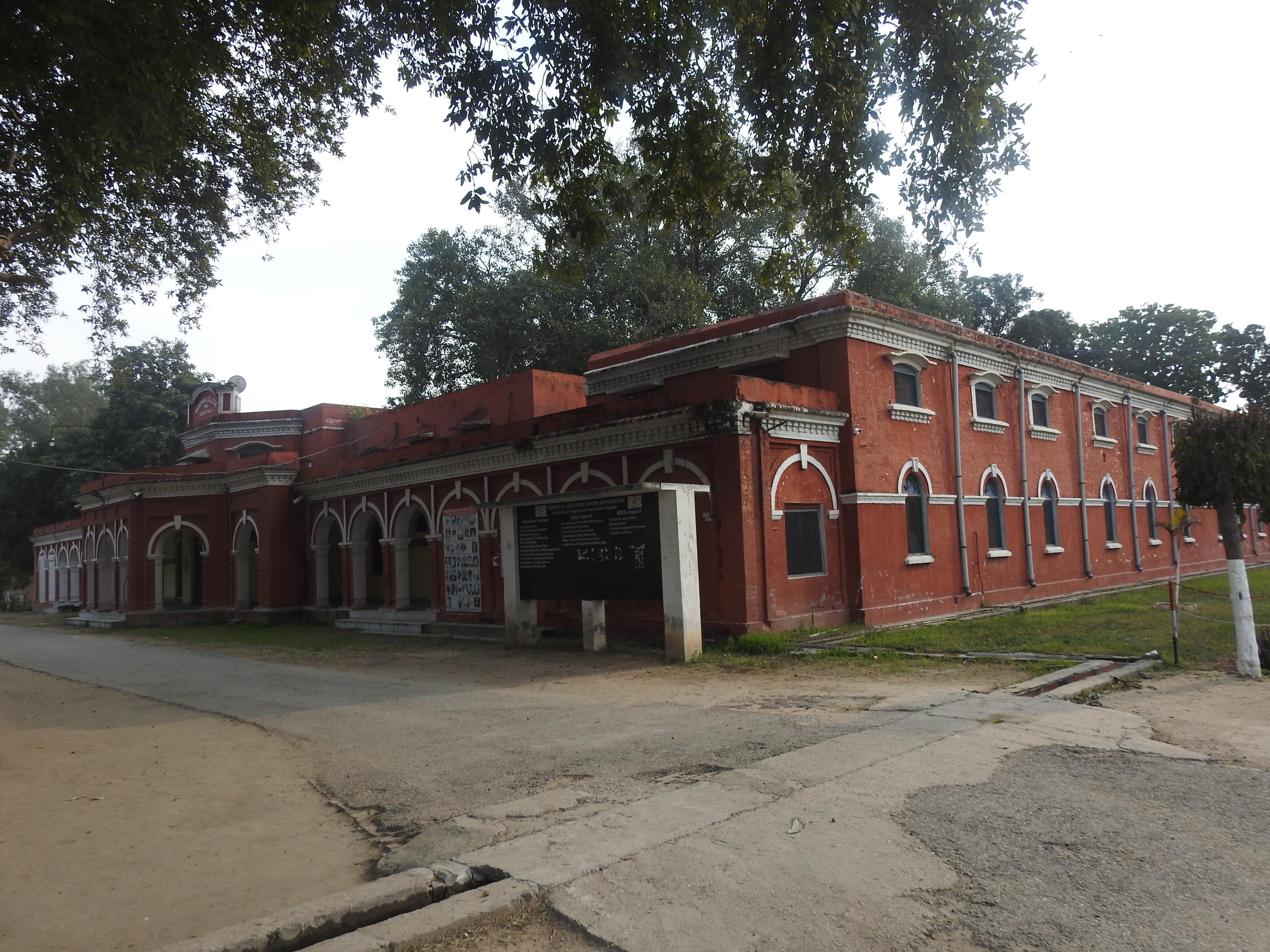

### Moorish Mosque of Kapurthala

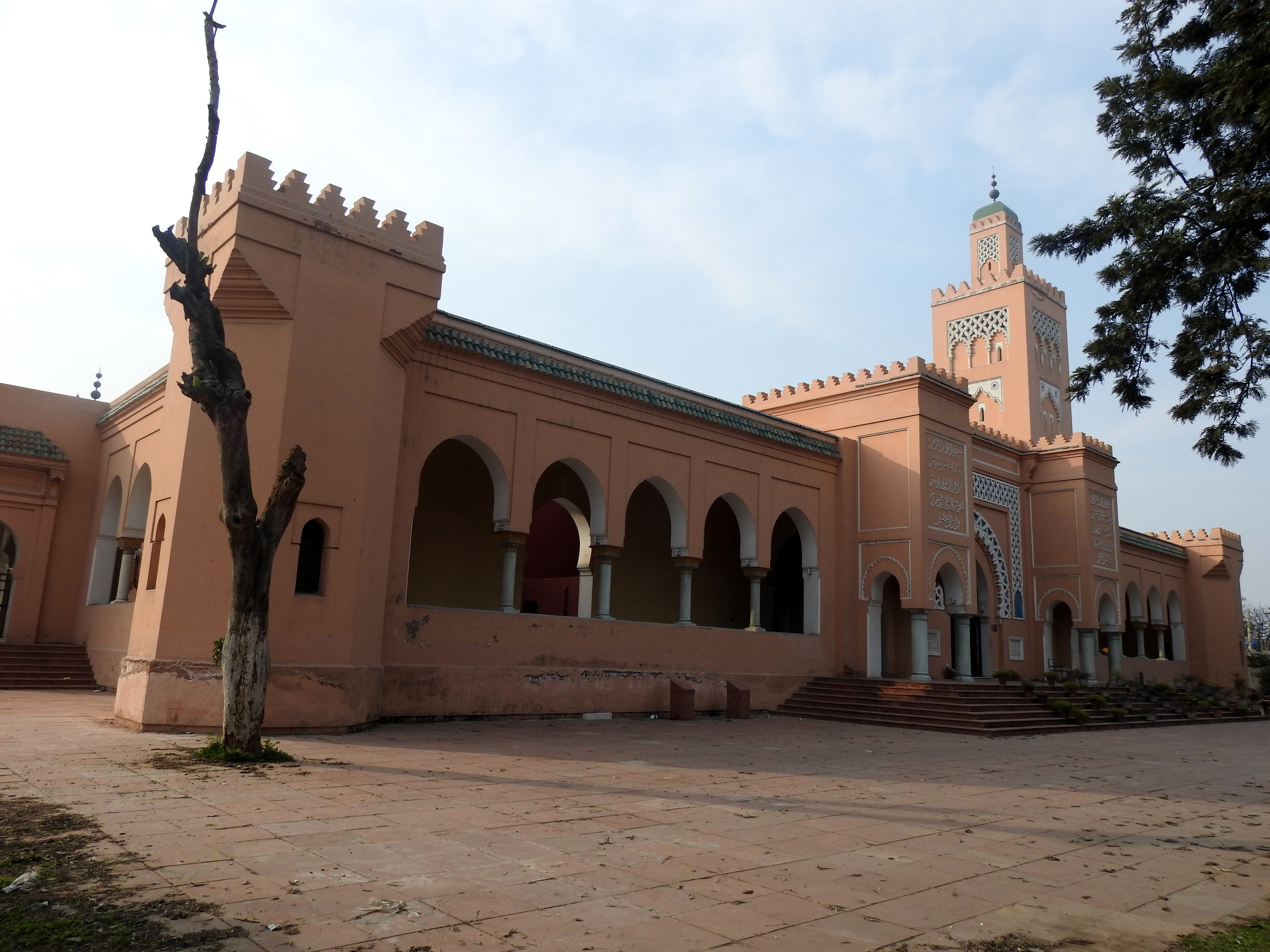
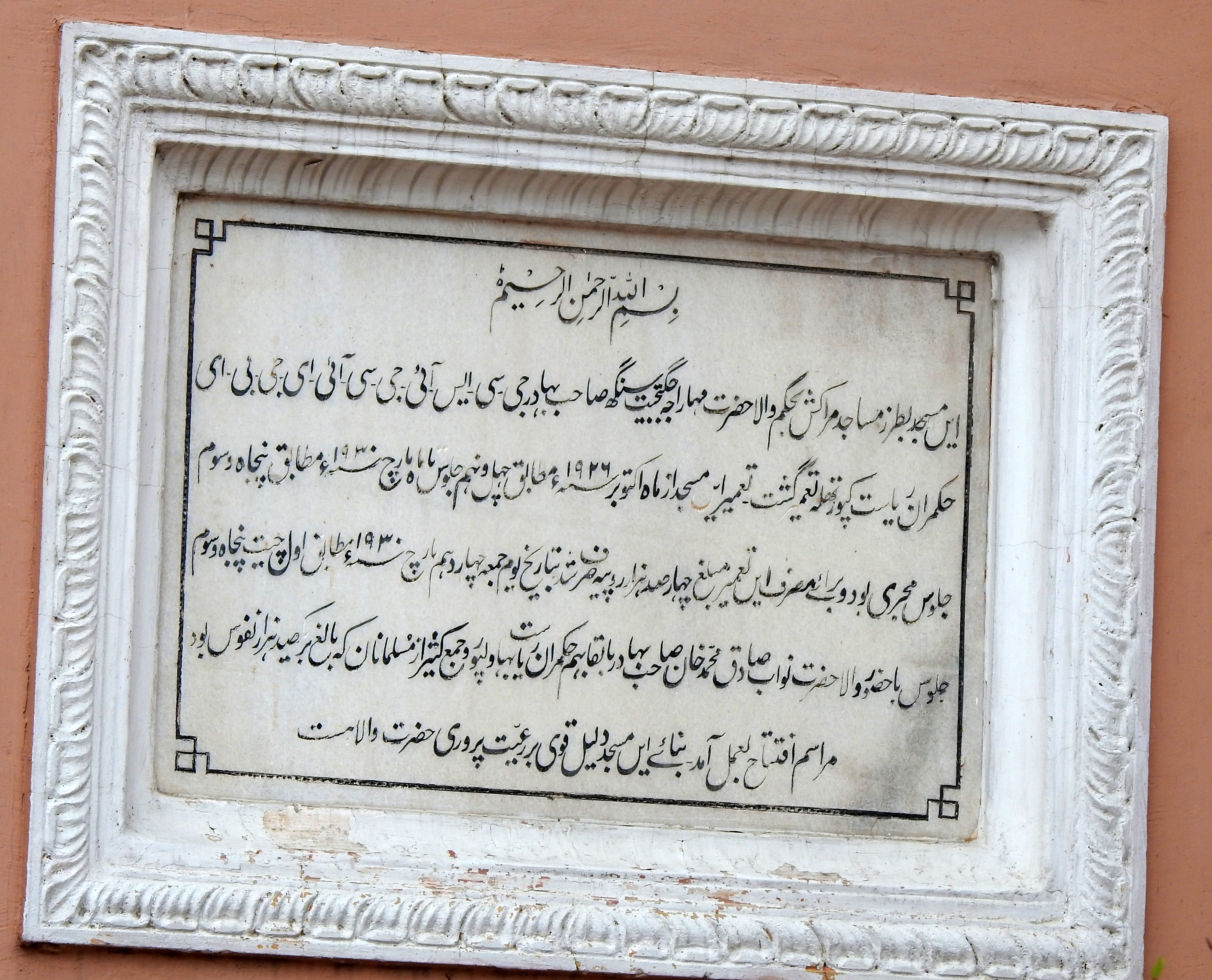
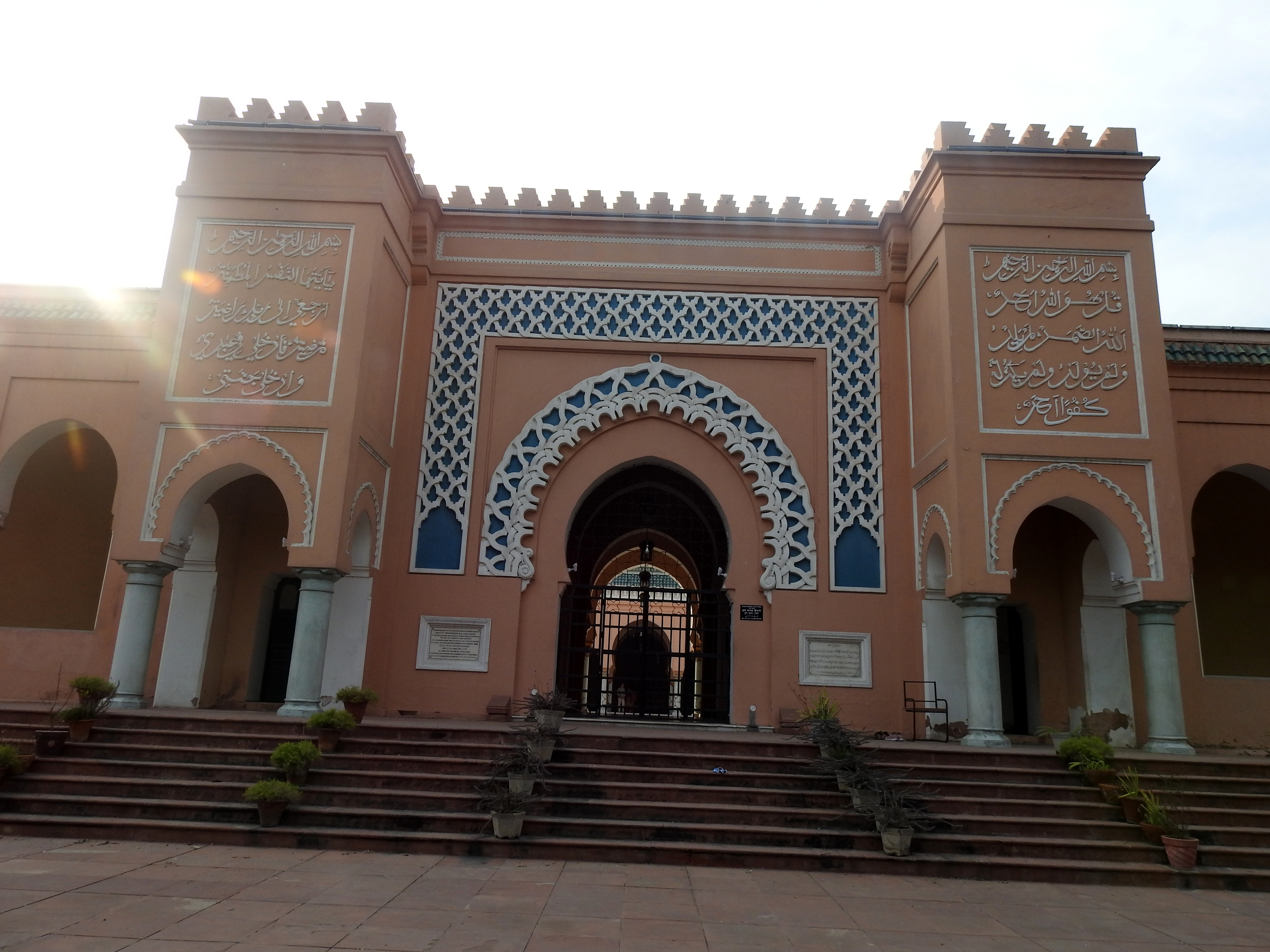
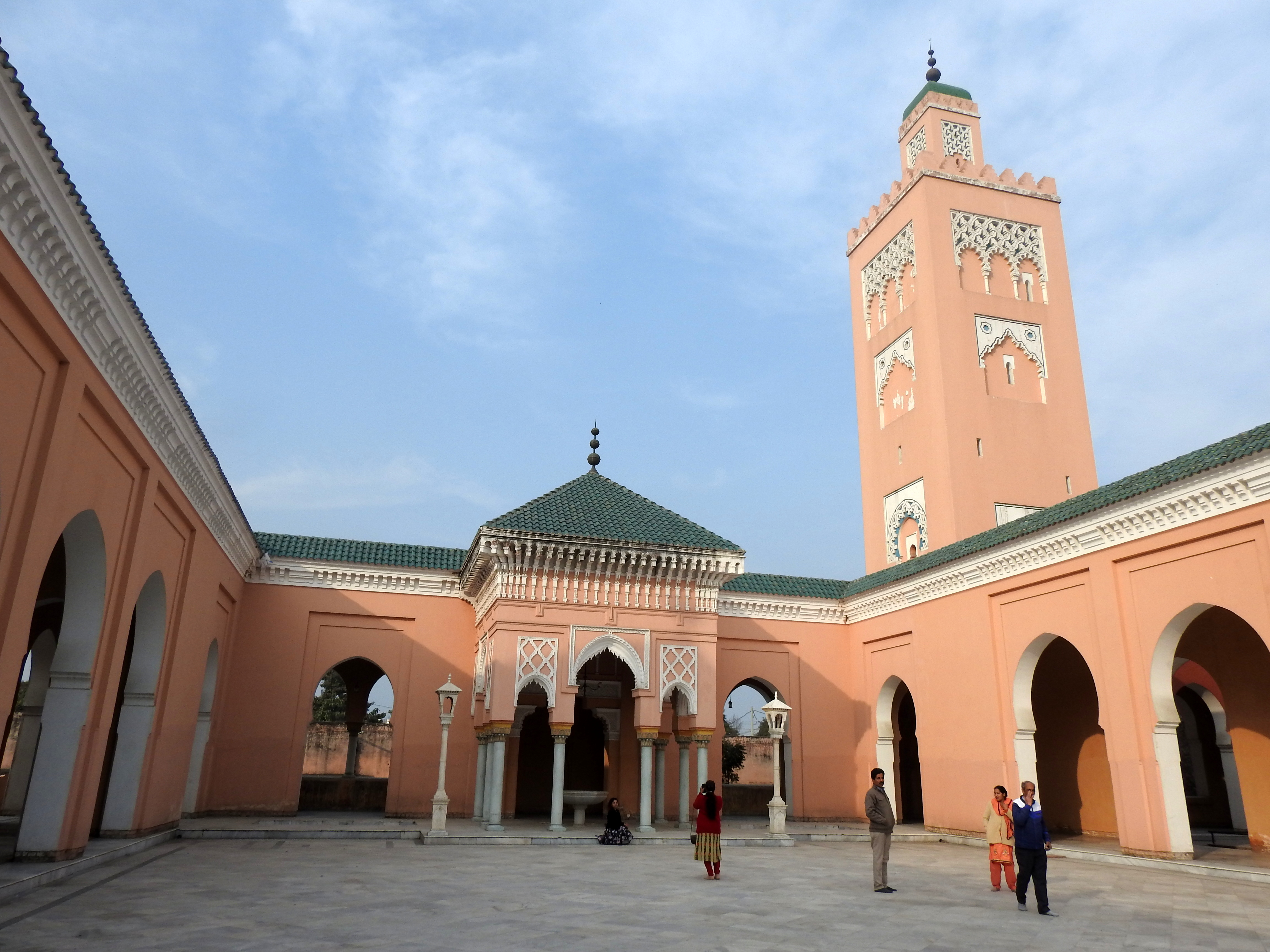
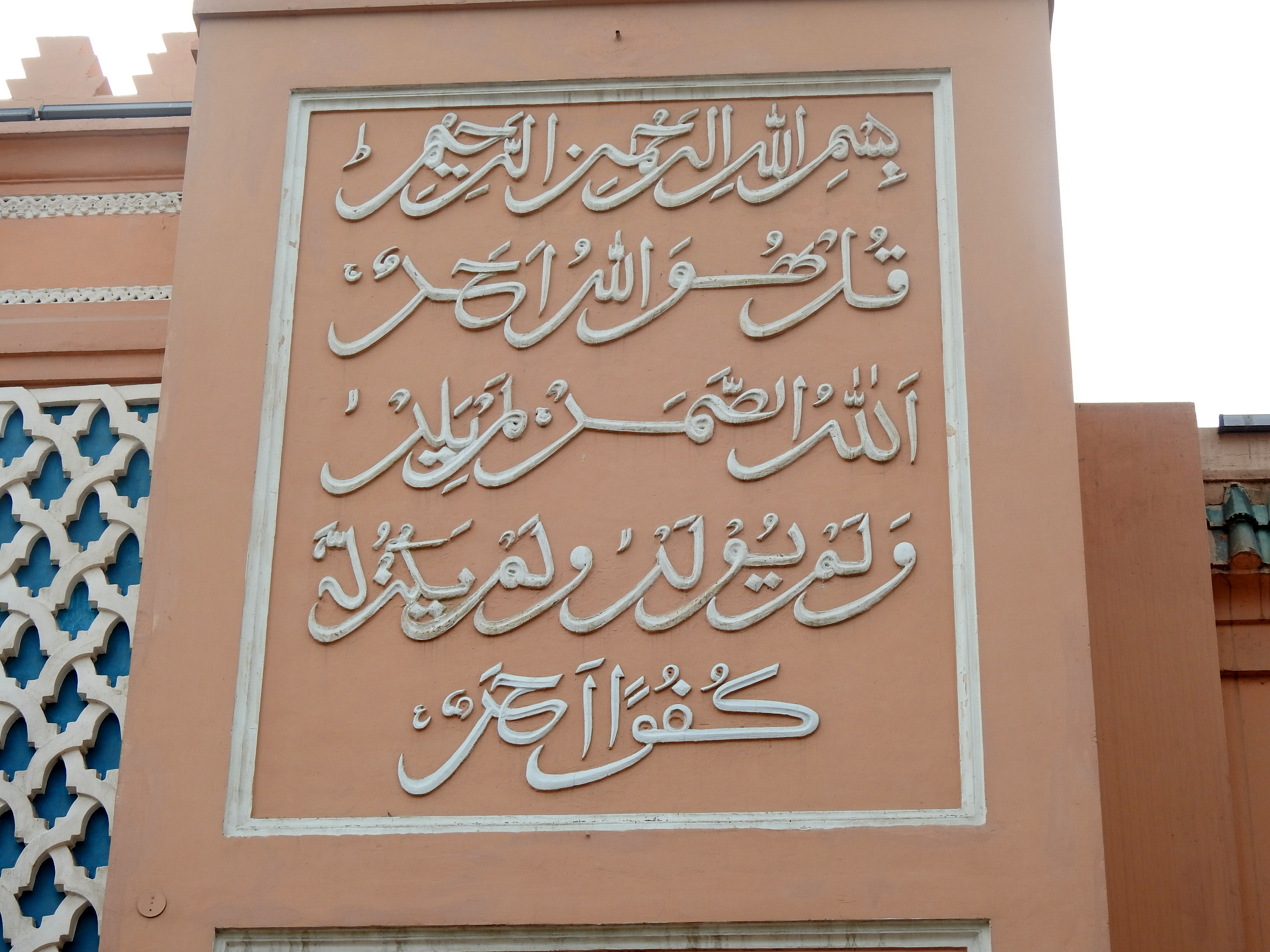
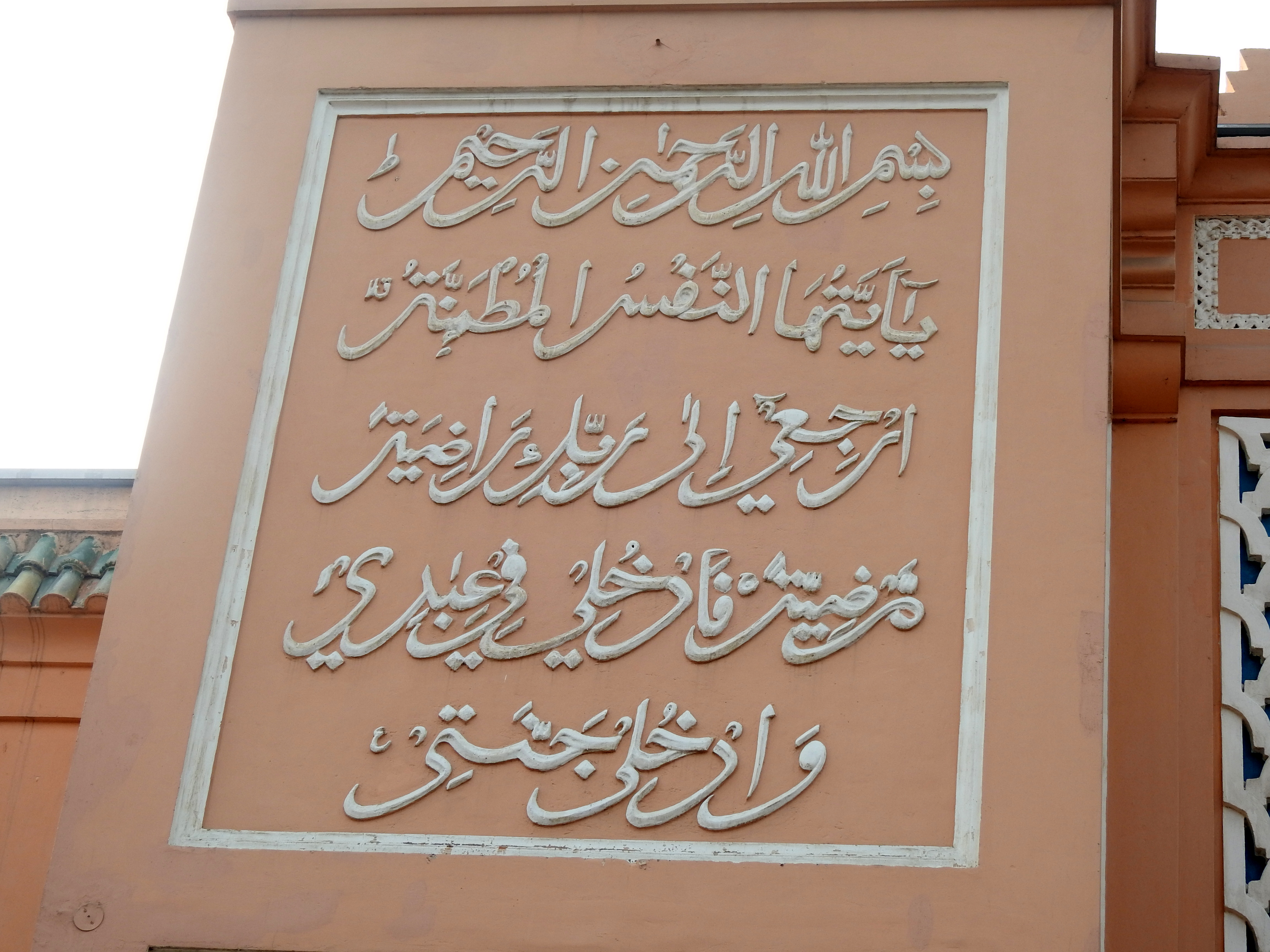